# Udo Lüdeking
Udo Lüdeking (1948) is een Duits componist, muziekpedagoog en dirigent.

## Levensloop
Lüdeking studeerde muziek aan de Hochschule für Musik Detmold en aan de Hochschule für Musik und Theater Hannover in Hannover. Vanaf 1983 was hij muziekdirecteur van de stad Aalen en bleef in deze functie tot 2011. Hij richtte de blazersschool in Aalen op, die in 2010 fusioneerde met de stedelijke muziekschool. Tegelijkertijd was hij dirigent van de Jugendkapelle der Stadt Aalen (1983-2011) en van het stedelijk orkest. Met de Jugendkapelle der Stadt Aalen heeft hij verschillende cd's (Gesammelte Werke - Jubiläum; 50 Jahre, 1951-2001 (2001), Flashlights (1996)) opgenomen. Hij was verder werkzaam in het bestuur van de Musikkreisverband Ostalb e. V.. 
Voor harmonieorkest bewerkte hij verschillende klassieke werken, maar hij schreef ook eigen composities zoals het Air voor saxofoon en harmonieorkest en Strukturen. Verder schreef hij de muziek voor het ballet Der Spion von Aalen in een choreografie van Jacqueline Martius-Lüdeking, Marianne Kähler en Christina Haal.